# Ardanuç
Ardanuç – miasto w Turcji, w prowincji Artvin. W 2019 roku liczyło 5551 mieszkańców.